# Marek Špilár
Marek Špilár (Stropkov, 11 februari 1975 – Prešov, 7 september 2013) was een Slowaaks voetballer. Hij speelde bij voorkeur op de positie van centrale verdediger. Hij is meest gekend om zijn periode bij Club Brugge, van 2002 tot 2005. 
Špilár overleed in zijn thuisland op 38-jarige leeftijd. 

## Carrière

### Clubcarrière
Zijn laatste profclub was Nagoya Grampus Eight in Japan. Hij speelde ook enkele jaren in de Jupiler League bij Club Brugge. Špilár was een centrale verdediger, maar hij lag voortdurend in de lappenmand bij Club. Zijn gestel liet hem dan ook niet toe het maximale uit zijn loopbaan te halen. Het meest cruciaal was een buikspierblessure, in het najaar van 2002 opgelopen vlak op het ogenblik waarop Špilár leek te zullen doorbreken bij blauw-zwart onder Trond Sollied (Philippe Clement ondervond de naweeën van zijn hamstringblessure uit mei 2002, die Clement dat jaar het WK kostte). In januari 2008 werd zijn contract ontbonden bij het Japanse Nagoya Grampus Eight.

### Interlandcarrière
Špilár kwam in totaal dertig keer uit voor de Slowaakse nationale ploeg. Zijn laatste interland dateert van 2003. Hij maakte zijn debuut voor de nationale ploeg op 2 februari 1997 in het vriendschappelijke duel in Cochabamba tegen Bolivia. Slowakije won dat duel met 1-0 door een doelpunt van Jozef Kožlej. Ook doelman Miroslav König (Slovan Bratislava) en middenvelder Igor Demo (Slovan Bratislava) maakten in die wedstrijd hun debuut voor Slowakije.
In 2013 pleegde hij zelfmoord door uit het raam te springen.